# Dunc Munro
Duncan Brown Munro, född 19 januari 1901 i Elgin, Moray, död 3 januari 1958 i Montreal, var en kanadensisk professionell ishockeyspelare och ishockeytränare.

## Karriär
Dunc Munro inledde ishockeykarriären i Ontario Hockey Association med University of Toronto Schools åren 1918–1920 och vann Memorial Cup med laget 1919. Från 1920 till 1924 spelade Munro för Toronto Granites och var med om att vinna Allan Cup med laget 1922.
1924 representerade Toronto Granites Kanada under de Olympiska vinterspelen i Chamonix, Frankrike, där laget spelade hem guldmedaljen. Munro gjorde 16 mål och 21 poäng på fem matcher under turneringen.
Säsongen 1924–25 blev Munro professionell med Montreal Maroons och säsongen därefter, 1925–26, var han med om att vinna Stanley Cup med klubben. Munro spelade för Montreal Maroons fram till och med säsongen 1930–31 och under sina två sista säsonger med klubben var han även lagets tränare. Munro avslutade därefter karriären med att spela en sista säsong i grannklubben Montreal Canadiens för vilka han gjorde ett mål och en assist på 48 matcher.

## Meriter
- Memorial Cup – 1919 med University of Toronto Schools
- Allan Cup – 1922 med Toronto Granites
- Olympiska vinterspelen – Guldmedalj 1924
- Stanley Cup – 1925–26 med Montreal Maroons